# Soham Lode
Soham Lode ist der Name eines künstlich angelegten und mit Booten befahrbaren Kanals in der englischen Grafschaft Cambridgeshire, welcher zu den Cambridgeshire Lodes gezählt wird. Neben dem Cottenham Lode ist er der einzige der Cambridgeshire Lodes, welche in den Great Ouse und nicht in den River Cam mündet.

## Verlauf

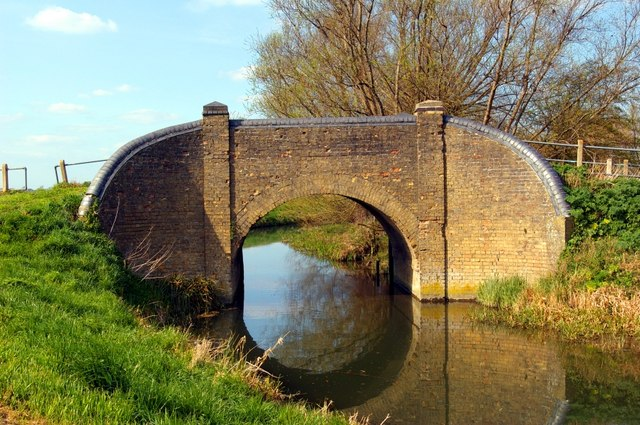
Eine Brücke über den Soham Lode

Der Soham Lode entsteht östlich des Ortes Soham aus dem River Snail, über welchen er mit Fordham und Newmarket verbunden ist. Zuerst fließt er in einem großen Rechtsbogen, ehe er östlich von Soham für ein kurzes Stück nach Südwesten abbiegt. Westlich von Soham biegt er nach Nordwesten ab und behält diese Richtung auch mehr oder weniger bis zu einer Einmündung nordwestlich des Weilers Barway und östlich von Little Thetford in den Great Ouse bei. Bei der Einmündung in den Great Ouse befinden sich zwei Schleusentore, welche als Fluttore und zur Regulierung des Wasserstandes in der Lode dienten. Auf seinem Lauf nimmt der Soham Lode mehrere Entwässerungskanäle auf.

## Geschichte
Anders als die meisten anderen der Cambridgeshire Lodes dürfte der Soham Lode nicht aus der Römerzeit stammen. Gegen eine Entstehung in der Römerzeit sprechen die Länge sowie der gewundene Verlauf. Wahrscheinlich wurde der Soham Lode in den 1790er-Jahren angelegt um den River Snail in den Great Ouse anstatt in den River Lark zu entwässern. Obwohl ursprünglich als Entwässerungskanal angelegt wird der Lode bis heute mit Booten befahren. So wurde der Lode etwa im frühen 19. Jahrhundert von Leichtern befahren, welche Getreide zu einer in Soham gelegenen Mühle brachten. Mit dem Anschluss von Soham an das Eisenbahnnetz verlor der Lode seine Bedeutung als Transportweg.